# Liste der Biografien/Jer
Liste der Biografien |
Portal Biografien |
Personensuche
# |
A |
B |
C |
D |
E |
F |
G |
H |
I |
J |
K |
L |
M |
N |
O |
P |
Q |
R |
S |
T |
U |
V |
W |
X |
Y |
Z |
?
 
Ja |
Jb |
Jd |
Je |
Jh |
Ji |
Jj |
Jl |
Jn |
Jm |
Jo |
Jp |
Jr |
Js |
Jt |
Ju |
Jv |
Jw |
Jy
 
Jea |
Jeb |
Jec |
Jed |
Jee |
Jef |
Jeg |
Jeh |
Jei |
Jej |
Jek |
Jel |
Jem |
Jen |
Jeo |
Jep |
Jeq |
Jer |
Jes |
Jet |
Jeu |
Jev |
Jew |
Jex |
Jey |
Jez
Die Liste der Biografien führt alle Personen auf, die in der deutschsprachigen Wikipedia einen Artikel haben. Dieses ist eine Teilliste mit 318 Einträgen von Personen, deren Namen mit den Buchstaben „Jer“ beginnt.

## Jer

### Jera
- Jeřábek, Čestmír (1893–1981), tschechischer Schriftsteller, Dramaturg und Literaturkritiker
- Jeřábek, František Věnceslav (1836–1893), tschechischer Dichter
- Jeřábek, Jakub (* 1991), tschechischer Eishockeyspieler
- Jeřábek, Jaroslav (* 1971), slowakischer Radrennfahrer
- Jerabek, Katja (* 1971), deutsche Stuntfrau und Stunt-Koordinatorin
- Jeřábek, Rudolf (1956–2023), österreichischer Archivar und Direktor des Archivs der Republik
- Jeřábková, Markéta (* 1996), tschechische Handballspielerin
- Jerace, Vincenzo (1862–1947), italienischer Bildhauer, Dekorateur und Zeichner
- Jerachmeel ben Salomo, jüdischer Chronist in Italien
- Jeral, Pavel (* 1890), tschechoslowakischer Opernsänger (Heldentenor)
- Jerald, Penny Johnson (* 1961), US-amerikanische SchauspielerinPenny Johnson Jerald (* 1961)

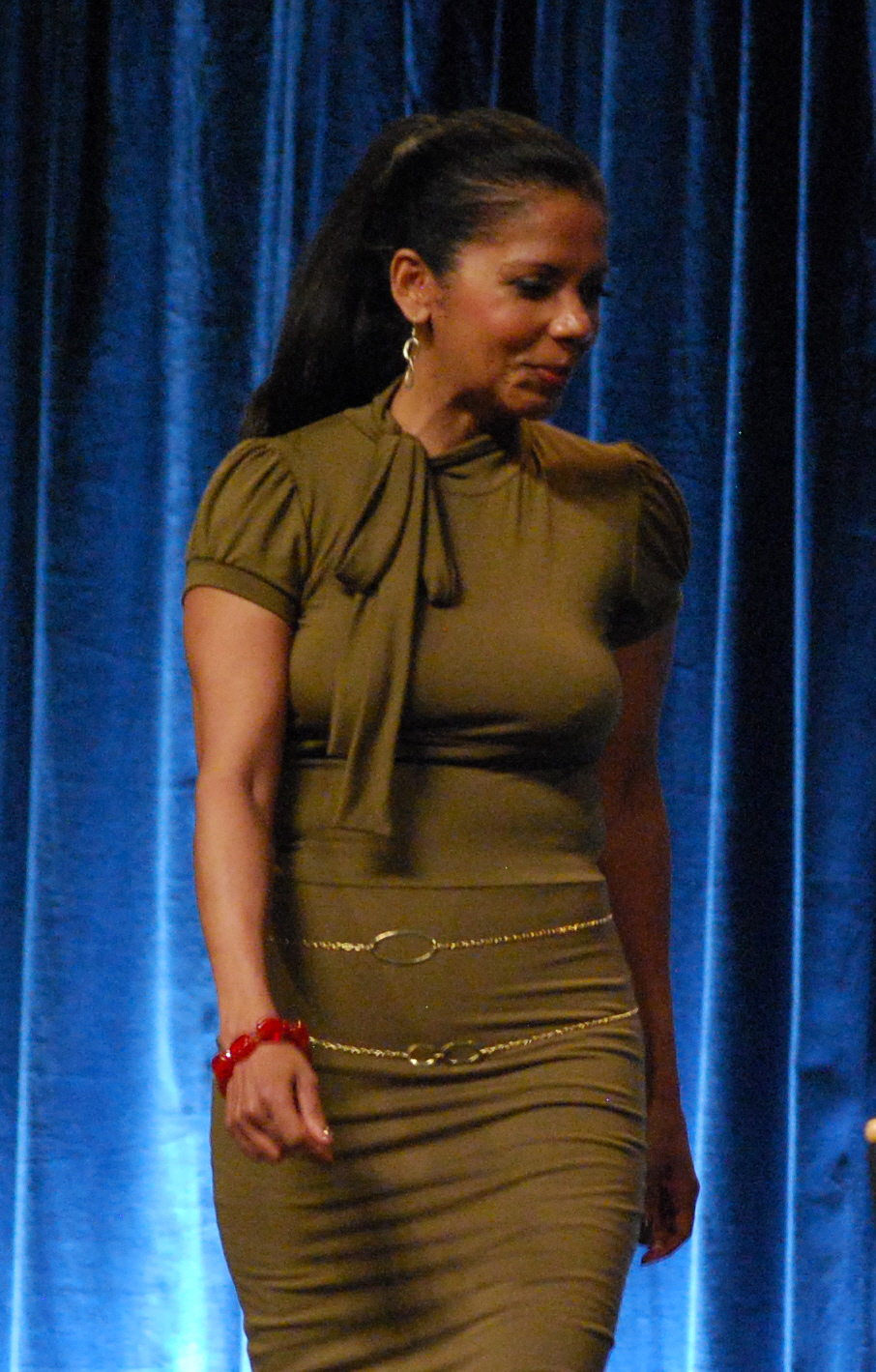
Penny Johnson Jerald (* 1961)

- Jeraldino, Ignacio (* 1995), chilenischer Fußballspieler
- Jeraldino, Juan (* 1995), chilenischer Fußballspieler
- Jeralijew, Qairat (* 1990), kasachischer Boxer
- Jeramischanzew, Wassili Iwanowitsch (1875–1958), russischer Architekt
- Jeran, Luka (1818–1896), slowenischer Schriftsteller und Pfarrer
- Jeranian, Krikor Bedros VI. († 1840), Patriarch von Kilikien der Armenisch-katholischen Kirche
- Jerat, Tim (* 1982), deutscher Fußballspieler
- Jerat, Wolfgang (1955–2020), deutscher Fußballtrainer

### Jerb
- Jerbanow, Michei Nikolajewitsch (1889–1938), sowjetischer Staatsmann, burjatischer Parteifunktionär

### Jerc
- Jercha, Heinz (1934–1962), deutsches Todesopfer der Berliner Mauer
- Jerchel, Heinrich (* 1906), deutscher Kunsthistoriker

### Jerd
- Jerde, Jon (1940–2015), US-amerikanischer Architekt
- Jerdén, Björn (* 1981), schwedischer Politologe und China-Experte
- Jerden, Dave (1949–2025), amerikanischer Toningenieur und Musikproduzent
- Jerdon, Thomas Caverhill (1811–1872), britischer Mediziner, Zoologe und Botaniker

### Jere
- Jerebko, Jonas (* 1987), schwedischer Basketballspieler
- Jeremejeff, Alexander (* 1993), schwedischer Fußballspieler
- Jeremejew, Wadim Gennadjewitsch (* 1938), russischer Architekt, Baubeamter und Hochschullehrer
- Jeremejew, Witali (* 1975), kasachischer Eishockeyspieler
- Jeremiah, David E. (1934–2013), US-amerikanischer Admiral der United States Navy
- Jeremiah, Dogabe (* 1940), nauruischer Politiker, Minister für Öffentlichkeitsarbeit
- Jeremiah, Jerry (* 1963), vanuatuischer Sprinter
- Jeremiah, Jonathan (* 1980), britischer MusikerJonathan Jeremiah (* 1980)

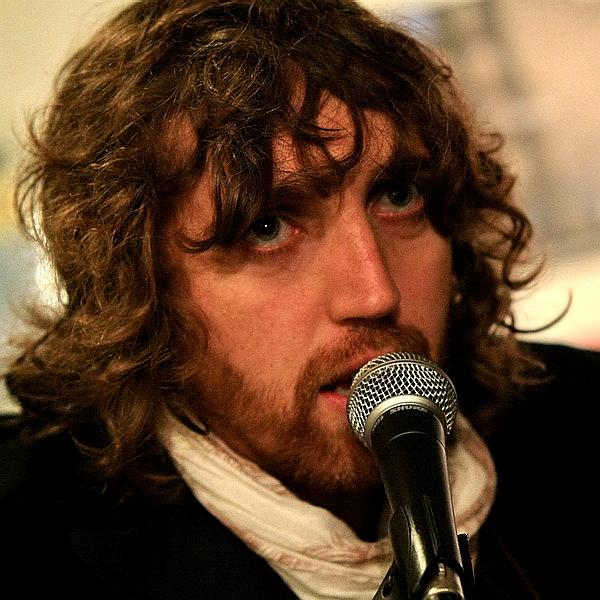
Jonathan Jeremiah (* 1980)

- Jeremias II. (* 1536), Patriarch von Konstantinopel (1572–1579, 1580–1584, 1587–1595)
- Jeremias, Alfred (1864–1935), deutscher Religionshistoriker und Assyriologe
- Jeremiáš, Bohuslav (1859–1918), tschechischer Komponist, Organist, Dirigent und Musikpädagoge
- Jeremias, Friedrich (1868–1945), deutscher evangelischer Theologe
- Jeremias, Gert (1936–2016), deutscher Neutestamentler
- Jeremiáš, Jaroslav (1889–1919), tschechischer Komponist
- Jeremias, Joachim (1900–1979), deutscher lutherischer Theologe, Orientalist und Abt
- Jeremias, Jörg (1939–2024), deutscher evangelischer Theologe und Alttestamentler
- Jeremiáš, Otakar (1892–1962), böhmischer Komponist
- Jeremias, Tilman (* 1966), deutscher evangelisch-lutherischer Geistlicher und Bischof
- Jeremiassen, Gedion (* 1961), grönländischer Jurist
- Jeremiassen, Isak (1863–1920), grönländischer Landesrat
- Jeremiassen, Kristian (* 1981), grönländischer Politiker (Inuit Ataqatigiit)
- Jeremiassen, Nikkulaat (* 1961), grönländischer Politiker (Siumut)
- Jeremiassen, Otto (* 1961), grönländischer Politiker
- Jeremiasz, Michaël (* 1981), französischer Rollstuhltennisspieler
- Jeremic, Mirijam Verena (* 1984), deutsche Schauspielerin und Künstlerin
- Jeremić, Nikola (* 1986), serbischer Biathlet
- Jeremić, Slavica (* 1957), serbische Handballspielerin
- Jeremić, Vuk (* 1975), serbischer Politiker
- Jeremich, Giovanni (1875–1948), italienischer römisch-katholischer Geistlicher und Weihbischof in Venedig
- Jeremies, Jens (* 1974), deutscher Fußballspieler
- Jeremih (* 1987), US-amerikanischer R&B-Sänger
- Jeremin, Roman (* 1997), kasachischer Biathlet
- Jeremjan, Arman (* 1986), armenischer Taekwondoin
- Jeremy, Ron (* 1953), US-amerikanischer PornodarstellerRon Jeremy (* 1953)

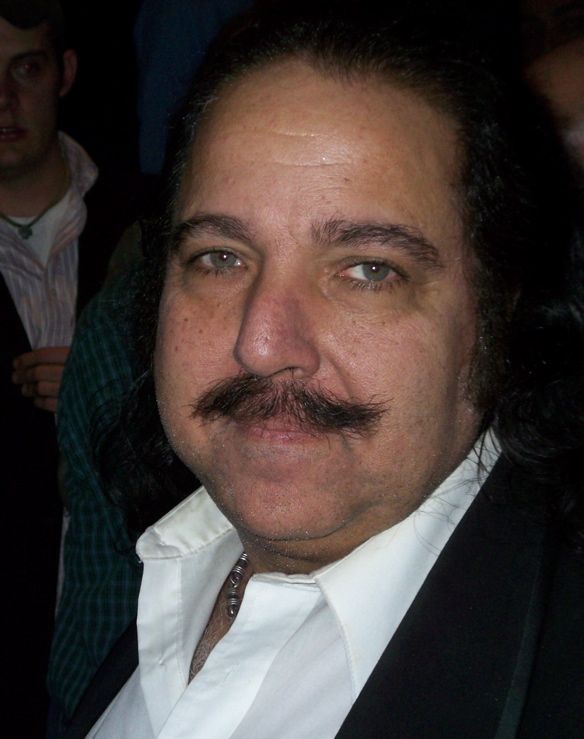
Ron Jeremy (* 1953)

- Jérent, Daniel (* 1991), französischer Degenfechter
- Jeret, Ants (* 1938), estnischer Radrennfahrer
- Jeretin, Goran (* 1979), montenegrinischer Basketballspieler
- Jeretin, Gregor (* 1959), deutscher Fußballspieler
- Jerez Tellería, Máximo (1818–1881), nicaraguanischer Präsident im Duumvir (24. Juni 1857 bis 15. November 1857)
- Jerez, Caridad (* 1991), spanische Hürdenläuferin
- Jerez, José Luis (* 1978), chilenischer Fußballspieler

### Jerg
- Jerge, Marie, US-amerikanische lutherische Bischöfin
- Jergens, Adele (1917–2002), US-amerikanische Schauspielerin
- Jergens, Heinz (1923–2007), deutscher Fußballspieler
- Jerger, Alfred (1889–1976), österreichischer Opernsänger (Bassbariton)
- Jerger, Wilhelm (1902–1978), österreichischer Komponist, Dirigent und Musikhistoriker
- Jergeschowa, Ferusa (* 1991), kasachische Taekwondoin
- Jergitsch, Ferdinand (1836–1900), österreichischer Unternehmer, Gründer der Freiwilligen Feuerwehr in Österreich
- Jergović, Miljenko (* 1966), bosnischer kroatischer Schriftsteller, Dichter und EssayistMiljenko Jergović (* 1966)

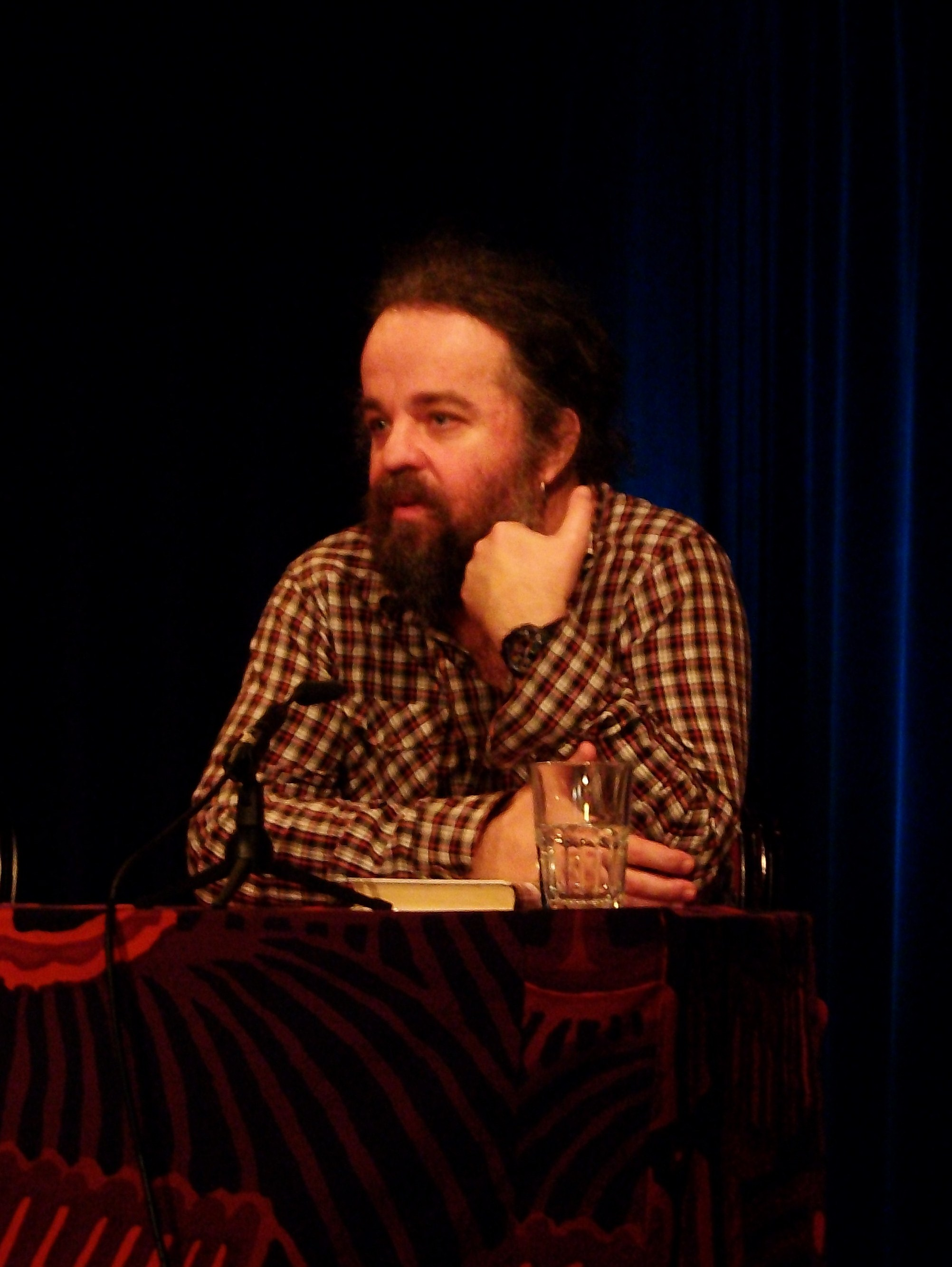
Miljenko Jergović (* 1966)

- Jergus, Kerstin, deutsche Erziehungswissenschaftlerin

### Jeri
- Jerič, Karla (* 2006), slowenische Kugelstoßerin
- Jerichau, Harald (1851–1878), dänischer Maler
- Jerichau, Jens Adolf (1816–1883), dänischer Bildhauer
- Jerichau-Baumann, Elisabeth (1819–1881), dänische Malerin
- Jericho, Chris (* 1970), kanadischer Wrestler und MusikerChris Jericho (* 1970)

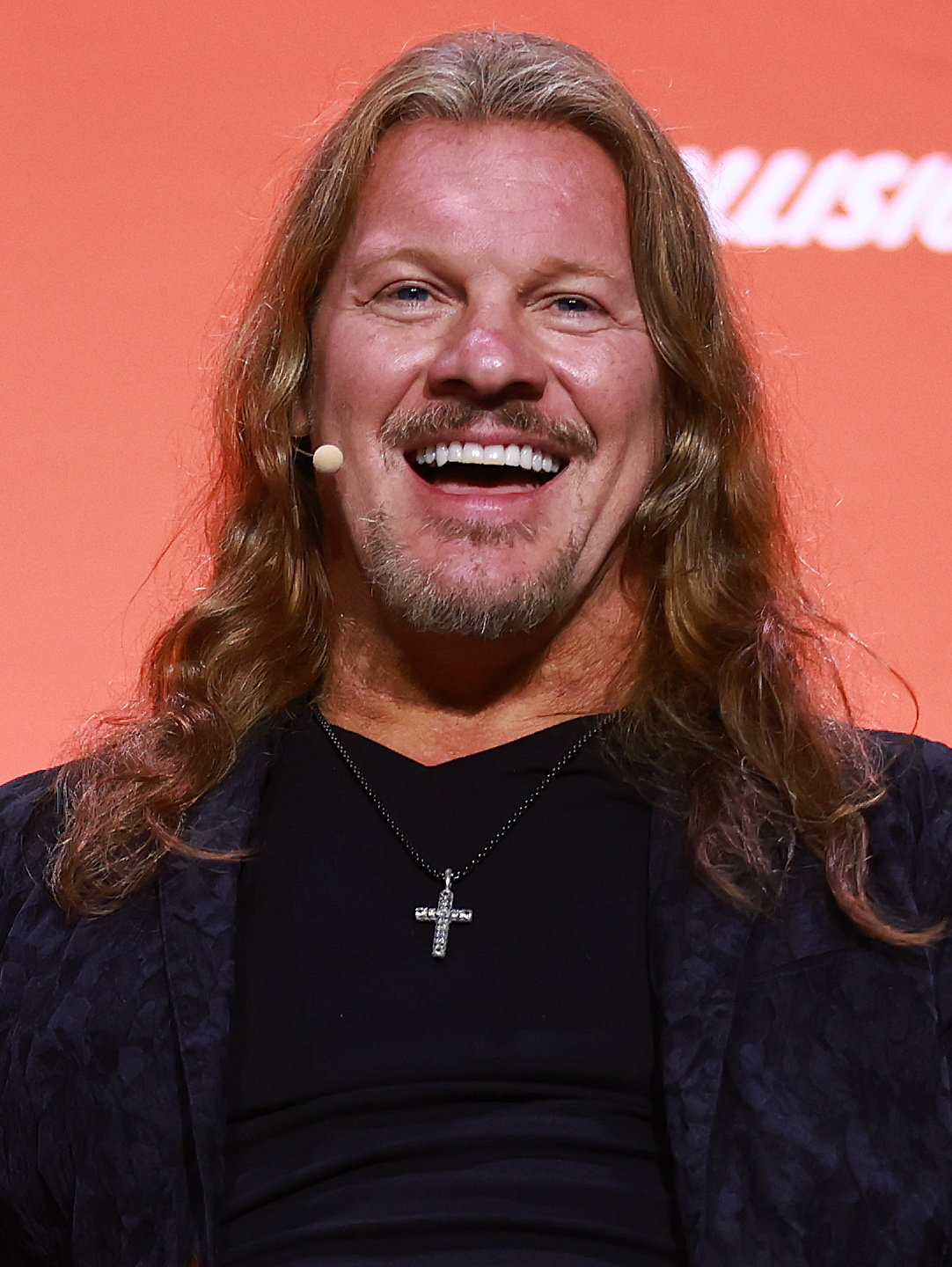
Chris Jericho (* 1970)

- Jerichow, Joachim (* 1969), dänischer Basketballspieler
- Jerichow, Traugott Immanuel († 1734), deutscher evangelischer Theologe und Kirchenlieddichter
- Jericke, Alfred (1898–1981), deutscher Kunst- und Literaturwissenschaftler
- Jericke, Detlef (* 1953), deutscher evangelischer Theologe und Alttestamentler
- Jericke, Hartmut (* 1958), deutscher Historiker
- Jerimiassen, Aqqalu C. (* 1986), grönländischer Politiker (Atassut)
- Jerin, Andreas von († 1596), Fürstbischof von Breslau
- Jerin, Constantin von (1876–1936), deutscher Verwaltungsjurist und Landrat
- Jerin, Konstantin von (1838–1924), preußischer Gutsbesitzer und Politiker
- Jerina, Kaja (* 1992), slowenische Fußballspielerin
- Jerins, Ruby (* 1998), US-amerikanische Schauspielerin
- Jerins, Sterling (* 2004), US-amerikanische Schauspielerin
- Jeriová-Pecková, Květoslava (* 1956), tschechoslowakische Skilangläuferin
- Jeritza, Maria (1887–1982), tschechische Opernsängerin (Sopran)

### Jerj
- Jerjen, Rafael (* 1989), Schweizer Jazzmusiker (Kontrabass, Komposition)
- Jerjomenko, Alexander Wladimirowitsch (* 1980), russischer Eishockeytorwart
- Jerjomenko, Andrei Iwanowitsch (1892–1970), Marschall der Sowjetunion und MilitärtheoretikerAndrei Iwanowitsch Jerjomenko (1892–1970)

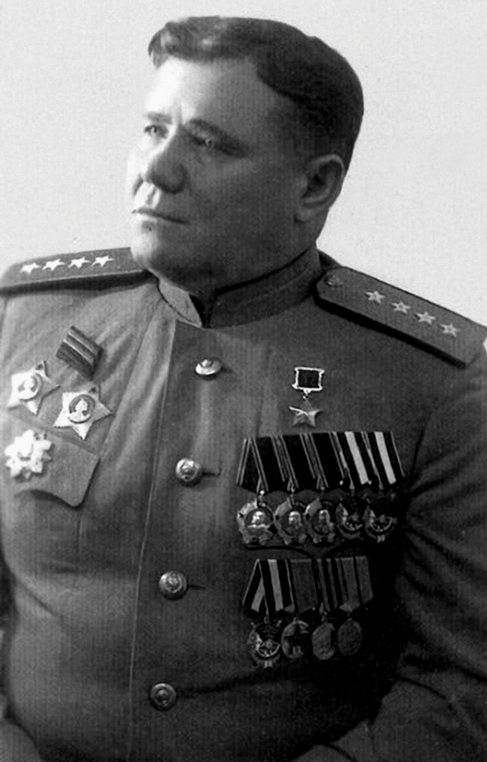
Andrei Iwanowitsch Jerjomenko (1892–1970)

- Jerjomenko, Dmitri (* 1980), kasachischer Skilangläufer
- Jerjomenko, Jewgeni Sergejewitsch (* 1990), russischer Eishockeyspieler
- Jerjomenko, Wiktor Walentinowitsch (1932–2017), sowjetischer bzw. ukrainischer Physiker und Hochschullehrer
- Jerjomin, Alexei Grigorjewitsch (1919–1998), russisch-sowjetischer Maler des Realismus
- Jerjomin, Iwan (* 1989), ukrainischer Stabhochspringer
- Jerjomitsch, Natalja Alexandrowna (* 1986), russische Biathletin

### Jerk
- Jerkan, Nikola (* 1964), jugoslawischer bzw. kroatischer Fußballspieler
- Jerkanjan, Aram (1900–1934), armenischer Revolutionär
- Jerkanjan, Jerwand (* 1951), armenisch-sowjetischer Komponist
- Jerkić, Dario (* 1975), kroatischer Basketballtrainer
- Jerkins, Rodney (* 1977), US-amerikanischer Musiker, Songwriter und Produzent
- Jerkov, Željko (* 1953), jugoslawischer Basketballspieler
- Jerković, Andreas (* 2000), kroatischer Fußballspieler
- Jerković, Dragan (* 1975), kroatischer Handballspieler
- Jerković, Dražan (1936–2008), kroatisch-jugoslawischer Fußballspieler und -trainer
- Jerković, Goran (* 1976), kroatischer Handballspieler
- Jerković, Jurica (1950–2019), jugoslawischer Fußballspieler
- Jerković, Romana (* 1964), kroatische Medizinerin und Politikerin (SDP)
- Jerković, Vedran (1981–2024), österreichischer Fußballspieler
- Jerković, Vedran (* 1991), kroatischer Fußballspieler
- Jerks, Tim, australischer Fußballtrainer

### Jerm
- Jermak Timofejewitsch († 1585), russischer Entdecker, Eroberer Sibiriens
- Jermak, Andrij (* 1971), ukrainischer Jurist, Filmproduzent und Leiter des Präsidialamts der UkraineAndrij Jermak (* 1971)

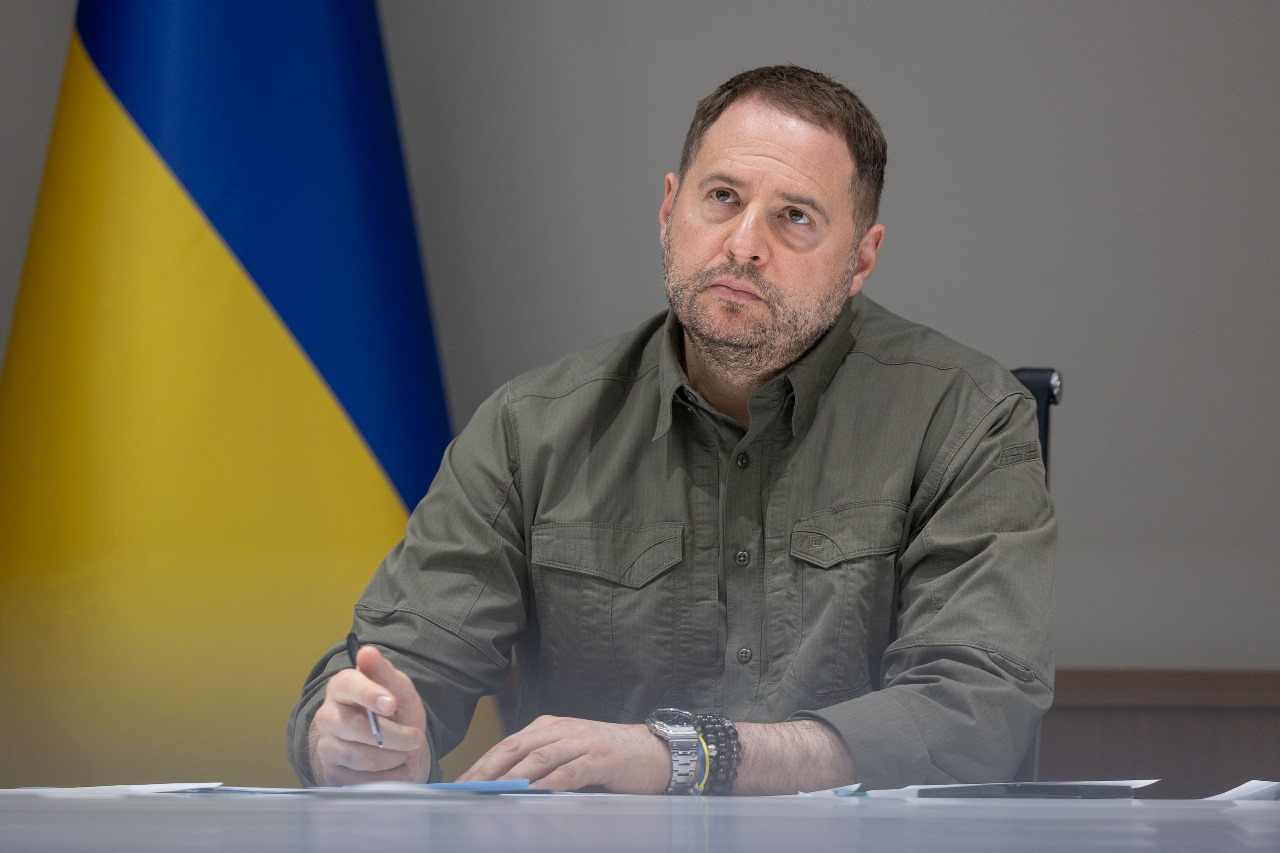
Andrij Jermak (* 1971)

- Jermakovas, Sergejus (* 1958), litauischer Billardspieler
- Jermakow, Arkadi Nikolajewitsch (1899–1957), sowjetischer Generalleutnant
- Jermakow, Flor Jakowlewitsch (1815–1895), russischer Unternehmer und Mäzen
- Jermakow, Iwan Dmitrijewitsch (1875–1942), sowjetischer Psychologe und der Leiter der psychoanalytischen Bewegung in Russland
- Jermakow, Jurij (* 1970), ukrainischer Turner
- Jermakow, Nikita Wladlenowitsch (* 2003), russischer Fußballspieler
- Jermakow, Oleg Nikolajewitsch (* 1961), russischer Schriftsteller
- Jermakow, Roman Dmitrijewitsch (* 2004), russischer Radrennfahrer
- Jermakowa, Anastassija (* 2000), kasachische Stabhochspringerin
- Jermakowa, Anastassija Nikolajewna (* 1983), russische Synchronschwimmerin
- Jermakowa, Marija Iwanowna (1894–1969), russisch-sowjetische Lehrerin und Direktorin mehrerer Swerdlowsker Schulen
- Jermakowa, Oxana Iwanowna (* 1973), sowjetische, dann estnische und später russische Degenfechterin und Olympiasiegerin
- Jermakowa-Lunjowa, Anna (* 1991), ukrainische Weitspringerin
- Jerman, Andrej (* 1978), slowenischer Skirennläufer
- Jerman, Edward (1605–1668), britischer Baumeister und Zimmerer
- Jerman, Igor (* 1975), slowenischer Motorradrennfahrer
- Jerman, Vida (1939–2011), kroatische Schauspielerin
- Jerman, Wilson (1929–2020), US-amerikanischer Butler im Weißen Haus
- Jermaniš, Alfred (* 1967), slowenischer Fußballspieler
- Jermář, Jan (* 2000), tschechischer Tennisspieler
- Jermář, Jaromír (* 1956), tschechischer Historiker und Politiker
- Jermatschenka, Iwan (1894–1970), weißrussischer Nazikollaborateur, Politiker und Aktivist
- Jermay, Luke (* 1985), englischer Zauberkünstler und Mentalist
- Jermekbajew, Nurlan (* 1963), kasachischer Diplomat und Politiker
- Jermer, Robin, deutsch-japanischer Fusionmusiker (Bass, Synthesizer)
- Jermey, Dominic, britischer Diplomat
- Jermia, Joseph (* 1981), namibischer Boxer
- Jermilow, Wassili Dmitrijewitsch (1894–1968), ukrainisch-russischer Designer und Maler
- Jermis, Emil (1896–1973), deutscher Politiker (SPD), MdA
- Jermischin, Sergei Alexandrowitsch (* 1970), russischer Beachvolleyballspieler
- Jermola, Kristina (* 2005), kasachische Hürdenläuferin
- Jermolaewa, Anna (* 1970), russische Konzeptkünstlerin
- Jermolajew, Michail Michailowitsch (1905–1991), sowjetischer Geologe, Polarforscher und Hochschullehrer
- Jermolajew, Wadim Leonidowitsch (* 1989), russischer Eishockeyspieler
- Jermolajew, Wladimir Grigorjewitsch (1909–1944), sowjetischer Flugzeugkonstrukteur
- Jermolajewa, Galina Nikanorowna (* 1948), sowjetische Ruderin
- Jermolajewa, Galina Nikolajewna (* 1937), sowjetische Radrennfahrerin
- Jermolajewa, Jelisaweta Alexandrowna (* 1935), sowjetische Mittelstreckenläuferin
- Jermolajewa, Ljubow Jewgenjewna (* 1975), russische Biathletin
- Jermolajewa, Wera Michailowna (1893–1937), russische Malerin
- Jermolenko, Switlana (* 1937), ukrainische Sprachwissenschaftlerin
- Jermolenko, Wolodymyr (* 1980), ukrainischer Philosoph und Essayist
- Jermolin, Wassili Dmitrijewitsch, russischer Kaufmann, Architekt und Bildhauer
- Jermoljewa, Sinaida (1898–1974), sowjetische Mikrobiologin und Bakteriologin
- Jermolow, Alexei Petrowitsch (1777–1861), russischer General und Diplomat; Kriegsheld (1812); Generalgouverneur im KaukasusAlexei Petrowitsch Jermolow (1777–1861)

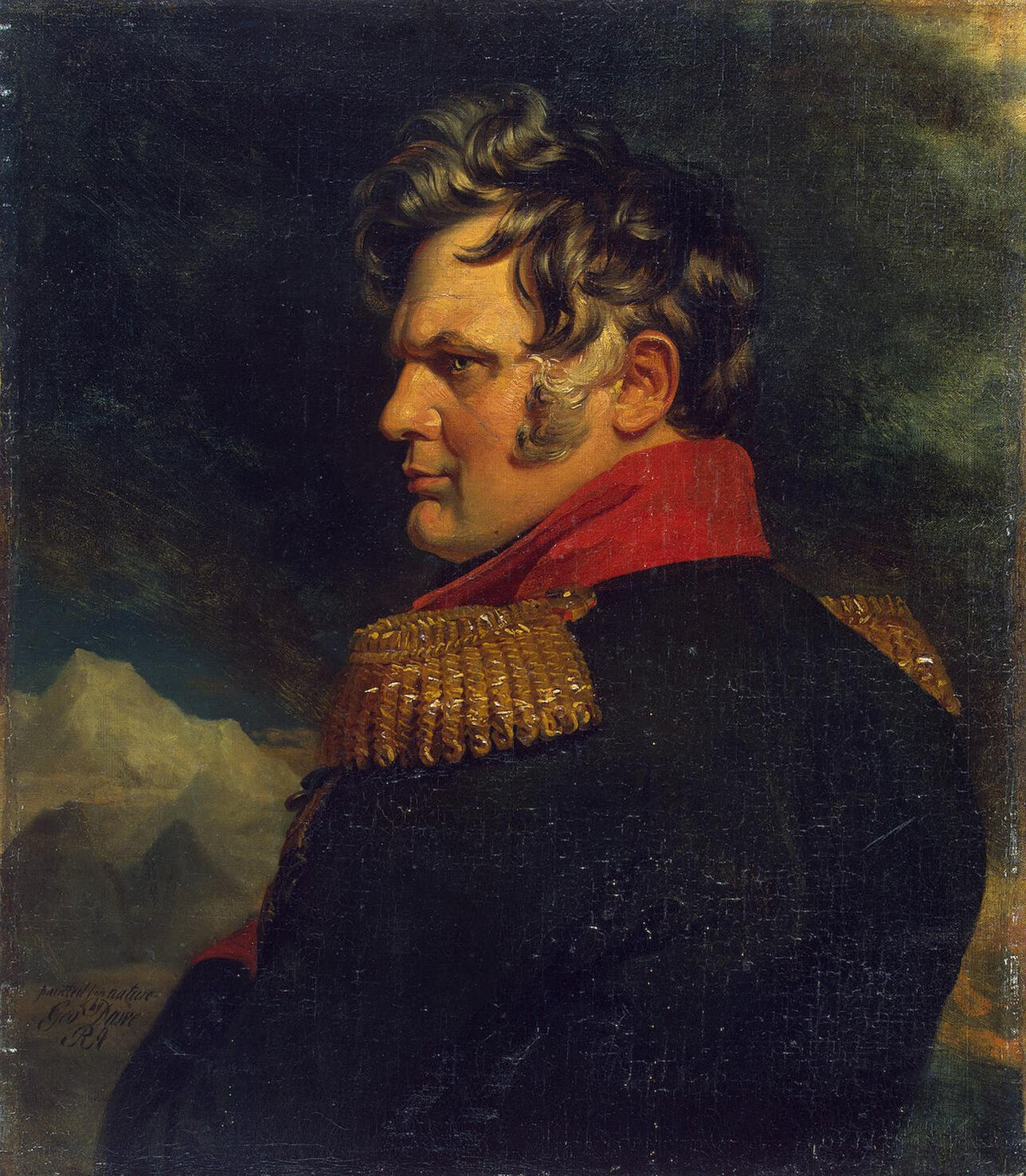
Alexei Petrowitsch Jermolow (1777–1861)

- Jermolowa, Marija Nikolajewna (1853–1928), bedeutende russische Drama-Schauspielerin am Moskauer Maly-Theater
- Jermoschenko, Dmitri Andrejewitsch (* 1995), russisch-georgischer Eishockeyspieler
- Jermoumi, Diyae (* 2004), niederländisch-marokkanischer Fußballspieler
- Jermoumi, Fatiha (* 1984), marokkanische Fußballschiedsrichterassistentin
- Jermyn, Simon (* 1981), irischer Jazzmusiker (Bass, Gitarre, Electronics)

### Jern
- Jernberg, August (1826–1896), schwedischer Maler
- Jernberg, Olof (1855–1935), deutscher Landschaftsmaler
- Jernberg, Sixten (1929–2012), schwedischer Skilangläufer
- Jernberg, Sofia (* 1983), schwedische Jazz- und Improvisationsmusikerin (Gesang, Komposition)
- Jerne, Niels Kaj (1911–1994), dänischer Immunologe und Nobelpreisträger
- Jerneck, Magnus (* 1951), schwedischer Politikwissenschaftler
- Jernej, Josip (1909–2005), kroatischer Romanist, Italianist und Lexikograf
- Jernemyr, Magnus (* 1976), schwedischer Handballspieler
- Jernigan, James, US-amerikanischer Politiker
- Jernigan, Tamara E. (* 1959), US-amerikanische Astronautin
- Jernkrok, Thomas, schwedischer Skispringer
- Jernstedt, Victor (1854–1902), russischer Klassischer Philologe und Byzantinist
- Jernström, Werner (1883–1930), schwedischer Sportschütze

### Jero
- Jero (* 1981), US-amerikanischer Enka-Sänger
- Jerobeam I. († 907 v. Chr.), König des Nordreiches IsraelJerobeam I. († 907 v. Chr.)

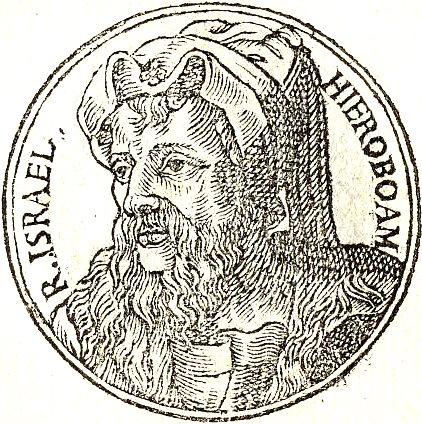
Jerobeam I. († 907 v. Chr.)

- Jerobeam II. († 742 v. Chr.), König des Nordreichs Israel
- Jeroch, Marcus (* 1964), deutscher Bühnenkünstler
- Jerochin, Alexander Jurjewitsch (* 1989), russischer Fußballspieler
- Jerochin, Dmitri Alexejewitsch (* 1983), russischer Handballspieler
- Jerochina, Tatjana Wladimirowna (* 1984), russische Handballspielerin
- Jerochnik, Oskar (1901–1983), deutscher Musiker, Arrangeur und Komponist
- Jerofejevs, Aleksandrs (* 1984), lettischer Eishockeyspieler
- Jerofejew, Alexander (* 1985), russischer Straßenradrennfahrer
- Jerofejew, Oleg Alexandrowitsch (1940–2022), russischer Admiral
- Jerofejew, Wenedikt Wassiljewitsch (1938–1990), sowjetischer Schriftsteller
- Jerofejew, Wiktor Wladimirowitsch (* 1947), russischer SchriftstellerWiktor Wladimirowitsch Jerofejew (* 1947)

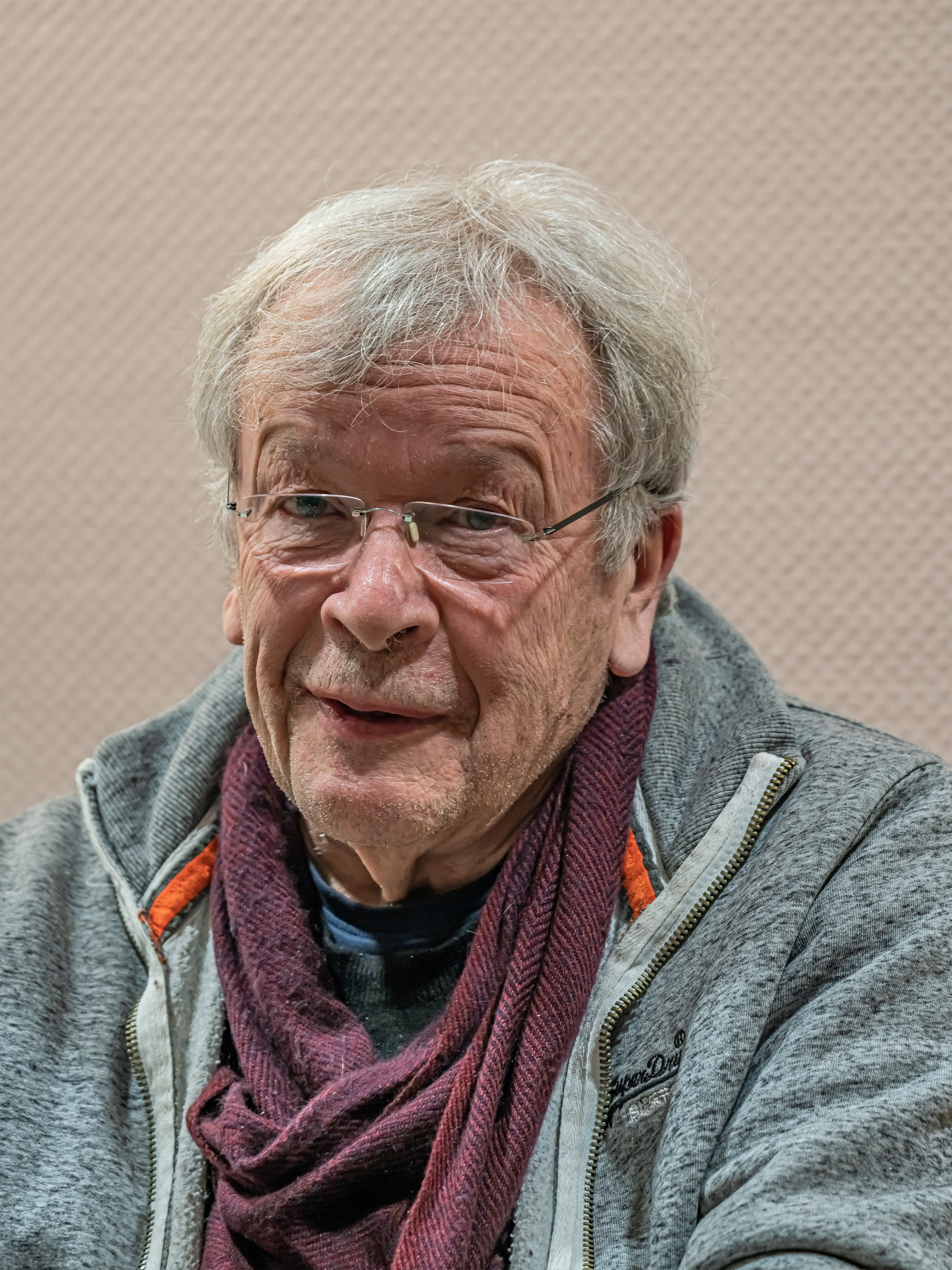
Wiktor Wladimirowitsch Jerofejew (* 1947)

- Jerofejew, Wladimir Iwanowitsch (1920–2011), russischer Dolmetscher
- Jerofejewa, Olga (* 1985), russische Triathletin
- Jerofke, Bernd Klaus, deutscher Autor, Verleger und Theaterpädagoge
- Jeroma, Daniel (* 1978), deutscher Schauspieler
- Jerome (* 1982), deutscher DJ
- Jérôme, C. (1946–2000), französischer Chansonsänger
- Jerome, Cameron (* 1986), englischer Fußballspieler
- Jerome, David (1829–1896), Gouverneur von Michigan
- Jérome, Denis (* 1939), französischer Physiker
- Jerome, Harry (1940–1982), kanadischer Sprinter
- Jerome, Henry (1917–2011), US-amerikanischer Jazztrompeter und Bigband-Leader
- Jerome, Jerome K. (1859–1927), britischer Schriftsteller
- Jerome, Jerry (1912–2001), US-amerikanischer Jazzmusiker
- Jerome, Jessica (* 1987), US-amerikanische Skispringerin
- Jerome, Jharrel (* 1997), US-amerikanischer Filmschauspieler
- Jerome, Leonard (1817–1891), US-amerikanischer GeschäftsmannLeonard Jerome (1817–1891)

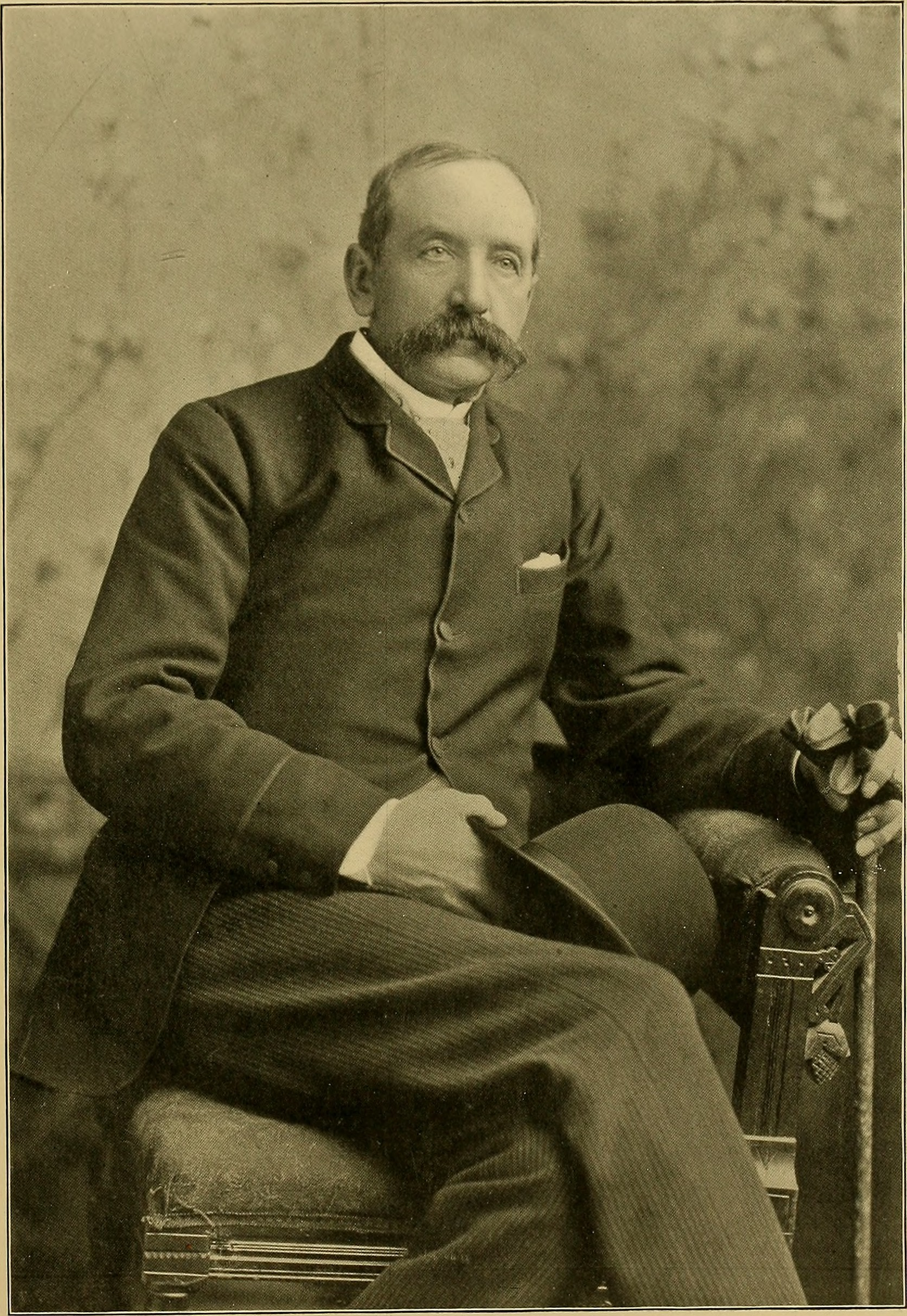
Leonard Jerome (1817–1891)

- Jerome, Maurice K. (1893–1977), US-amerikanischer Filmkomponist
- Jerome, Timothy (* 1943), US-amerikanischer Schauspieler
- Jerome, Ulunma (* 1988), nigerianische Fußballspielerin
- Jerome, Valerie (* 1944), kanadische Sprinterin und Weitspringerin
- Jérôme, Vincent (* 1984), französischer Radrennfahrer
- Jerome, William (1865–1932), US-amerikanischer Songwriter
- Jeromin, Peter (* 1949), deutscher Verwaltungsbeamter, Direktor des Landtages Nordrhein-Westfalen
- Jeron, Karl Heinz (* 1962), deutscher Künstler
- Jeronaton (* 1942), belgischer Comiczeichner
- Jerónimo, Albano (* 1979), portugiesischer Schauspieler
- Jerónimo, Carlos (* 1953), osttimoresischer Polizist
- Jerónimo, Francisco Martins da Costa Pereira (* 1963), osttimoresischer Politiker
- Jerónimo, José Honório da Costa, osttimoresischer Hochschullehrer und Minister
- Jeronymus, Gerhard (* 1929), deutscher Fußballspieler
- Jeroo (* 1980), deutscher Graffiti-Künstler und IllustratorJeroo (* 1980)

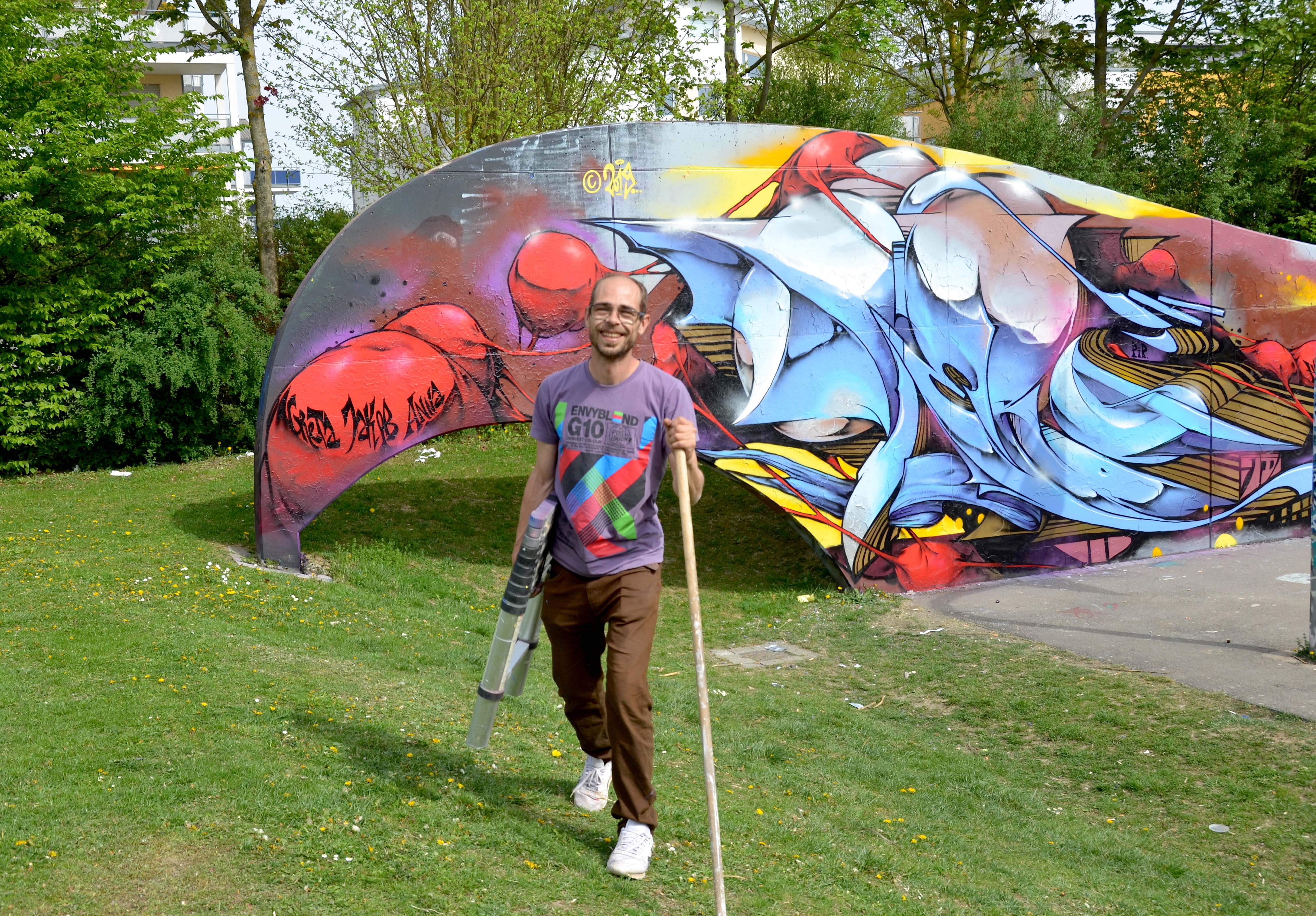
Jeroo (* 1980)

- Jeropkin, Dmitri Iwanowitsch Jeropkin (1908–1938), russischer Astrophysiker
- Jeropkin, Pjotr Michailowitsch († 1740), russischer Architekt
- Jerosch, Jörg (1958–2023), deutscher Orthopäde und Hochschullehrer
- Jerosch, Marcio Pinto (* 1977), brasilianischer Straßenradrennfahrer
- Jeroschenko, Wassili Jakowlewitsch (1890–1952), russischer Schriftsteller und Esperantist
- Jeroschina, Radja Nikolajewna (1930–2012), sowjetische Skilangläuferin
- Jerošek, Václav (* 1993), tschechischer Grasskiläufer
- Jerouschek, Günter (* 1950), deutscher Rechtswissenschaftler

### Jerp
- Jerphanion, Guillaume de (1877–1948), französischer Linguist und Byzantinist
- Jerphanion, Jean-Joseph-Marie-Eugène de (1796–1864), französischer römisch-katholischer Geistlicher, Erzbischof von Albi

### Jerr
- Jerra, Elfriede (* 1906), deutsche Schauspielerin
- Jerrard, George (1804–1863), britischer Mathematiker
- Jerrells, Curtis (* 1987), US-amerikanischer Basketballspieler
- Jerrentrup, Friedrich Wilhelm (1920–2009), deutscher Jurist und Heimatforscher
- Jerrmann, Eduard (1798–1859), deutscher Schauspieler
- Jerrold, Douglas Francis (1893–1964), britischer rechtsextremistischer Verleger
- Jerrold, Douglas William (1803–1857), englischer Dramatiker und Erzähler
- Jerrold, William Blanchard (1826–1884), englischer Schriftsteller
- Jerrum, Mark (* 1955), britischer Informatiker
- Jerry, John (* 1986), US-amerikanischer American-Football-Spieler
- Jerry, Peria (* 1984), US-amerikanischer American-Football-Spieler
- Jerry, Sailor (1911–1973), US-amerikanischer Tattookünstler

### Jers
- Jers, Harald (* 1972), deutscher Chorleiter und Hochschullehrer
- Jers, Norbert (* 1947), deutscher Musikwissenschaftler
- Jersak, Tobias (* 1972), deutscher Historiker
- Jersch, Stephan (* 1963), deutscher Politiker (Die Linke), MdHB
- Jersch-Wenzel, Stefi (1937–2013), deutsche Historikerin
- Jerschabek, Birgit (* 1969), deutsche Langstreckenläuferin
- Jerschan, Schomart (* 1993), kasachischer Boxer
- Jerschanow, Ruslan (* 1976), kasachischer Schachspieler
- Jerschik, Andrei (1902–1997), österreichischer Tänzer, Choreograf und Ballettmeister
- Jerschke, Günther (1921–1997), deutscher Schauspieler und Synchronsprecher
- Jerschke, Kurt (1872–1948), deutscher Verwaltungsjurist in Schlesien und Elsaß-Lothringen
- Jerschke, Oskar (1861–1928), deutscher Rechtsanwalt und Dramatiker
- Jerschow, Alexander Stepanowitsch (1818–1867), russischer Physiker, Mathematiker und Hochschullehrer
- Jerschow, Andrei Petrowitsch (1931–1988), sowjetischer Informatiker
- Jerschow, Artur Stanislawowitsch (* 1990), russischer Bahnradfahrer
- Jerschow, Juri Leonidowitsch (* 1940), russischer Mathematiker
- Jerschow, Nikita Wladimirowitsch (* 2002), russischer Fußballspieler
- Jerschow, Pawel Iwanowitsch (1914–1981), sowjetischer Botschafter
- Jerschow, Pjotr Pawlowitsch (1815–1869), russischer Schriftsteller
- Jerschow, Wassyl (1949–2000), sowjetischer Speerwerfer
- Jerschow, Wjatscheslaw (* 1980), kasachischer Gewichtheber
- Jerschowa, Galina Gawrilowna (* 1955), sowjetisch-russische Historikerin, Anthropologin, Epigraphikerin und Hochschullehrerin
- Jerschowa, Marion (* 1943), österreichische Schriftstellerin und Übersetzerin
- Jerschowa, Sinaida Wassiljewna (1904–1995), russische Radiochemikerin
- Jersey, Bill, US-amerikanischer Filmproduzent und Regisseur
- Jersey, Jack (1941–1997), niederländischer Sänger, Texter, Komponist und Produzent
- Jersey, Mel (* 1943), deutscher Schlagersänger, Komponist, Texter und Produzent
- Jersild, Per Christian (* 1935), schwedischer Schriftsteller
- Jeršin Tomassini, Sandro (* 2004), slowenischer Hochspringer

### Jert
- Jertec, Dario (* 1985), kroatischer Fußballspieler
- Jertschewski, Uwe (* 1983), deutscher Fußballspieler
- Jertz, Walter (* 1945), deutscher Militär, General der deutschen Luftwaffe

### Jeru
- Jeru the Damaja (* 1972), US-amerikanischer RapperJeru the Damaja (* 1972)

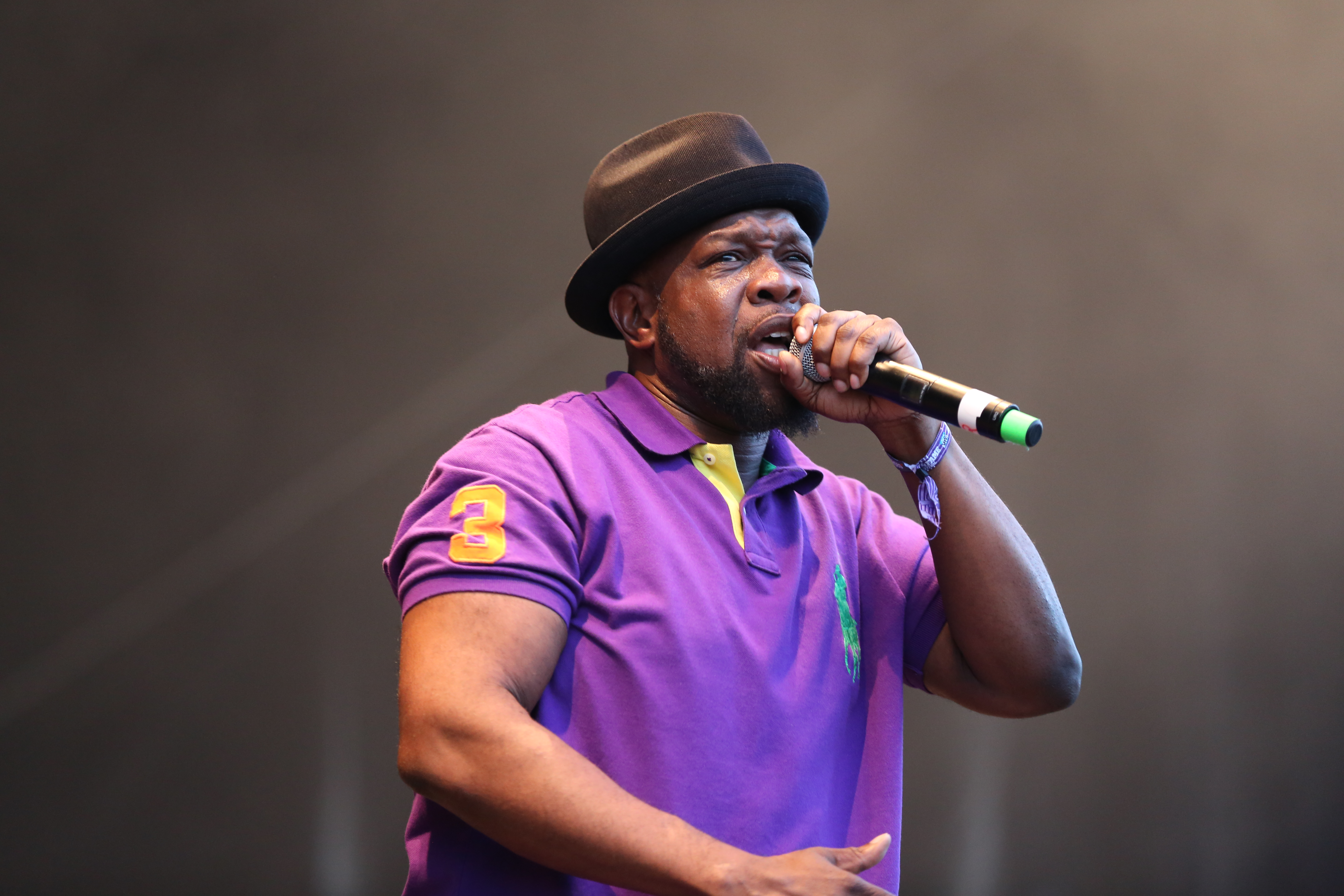
Jeru the Damaja (* 1972)

- Jēruma-Grīnberga, Jāna (* 1953), britische evangelisch-lutherische Geistliche lettischer Abstammung und emeritierte Bischöfin der Lutheran Church in Great Britain
- Jerumanis, André-Marie (* 1956), belgischer katholischer Theologe
- Jerusalem y Stella, Ignacio de († 1769), italienischer Komponist und Violinvirtuose
- Jerusalem, Andreas (* 1985), belgischer Politiker
- Jerusalem, Camillo (1914–1989), österreichischer Fußballspieler
- Jerusalem, Else (1876–1943), österreichische Schriftstellerin
- Jerusalem, Ernst (1845–1900), deutscher Journalist, Schriftsteller und Politiker
- Jerusalem, Felix (1932–1996), deutscher Neurologe
- Jerusalem, Franz Wilhelm (1883–1970), deutscher Rechtswissenschaftler und Soziologe
- Jerusalem, Friederike Magdalene (1750–1836), deutsche Lyrikerin
- Jerusalem, Irene (1882–1942), österreichische Lehrerin
- Jerusalem, Johann Friedrich Wilhelm (1709–1789), Theologe
- Jerusalem, Karl Wilhelm (1747–1772), deutscher JuristKarl Wilhelm Jerusalem (1747–1772)

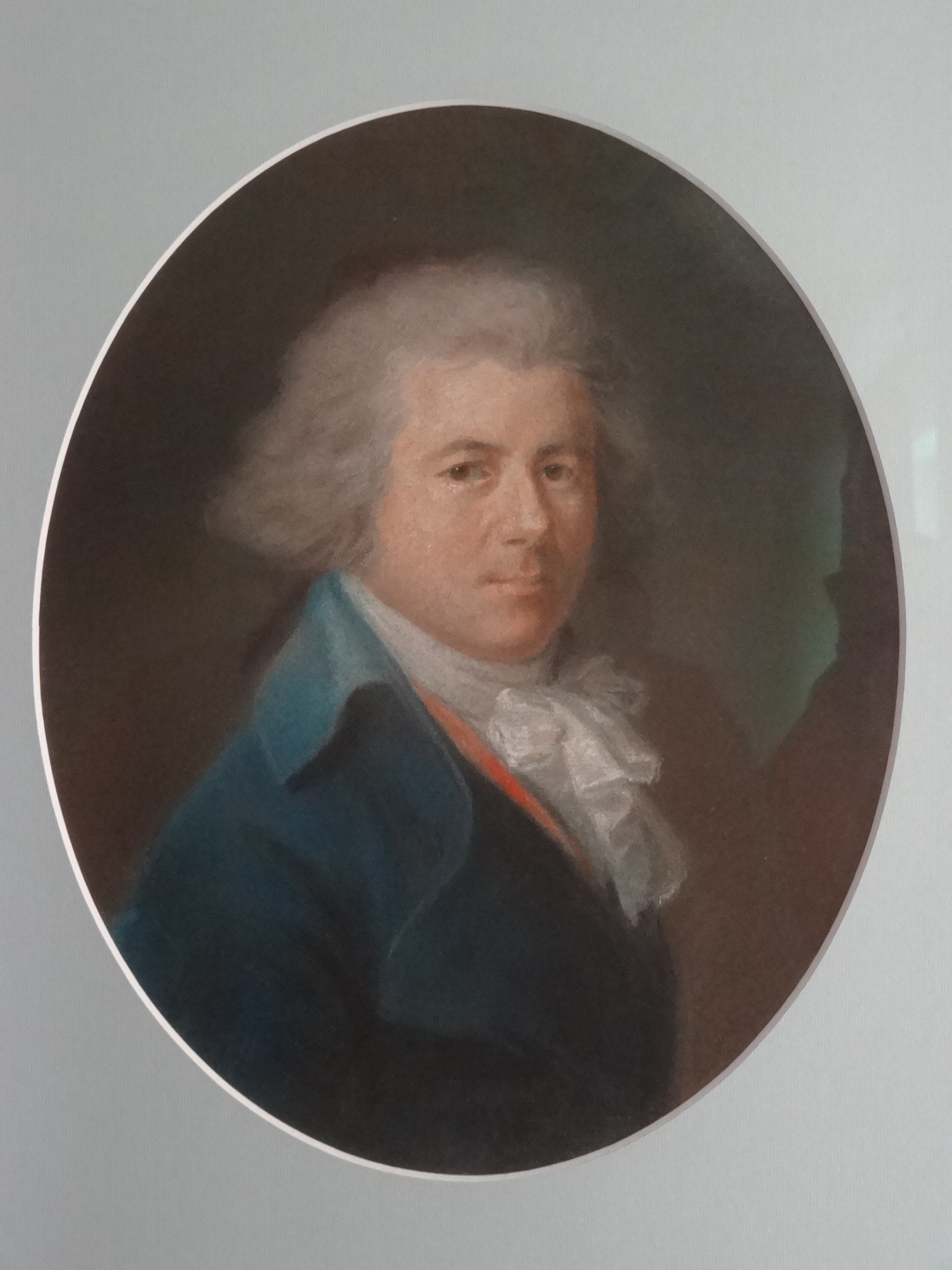
Karl Wilhelm Jerusalem (1747–1772)

- Jerusalem, Siegfried (* 1940), deutscher Opernsänger (Tenor)
- Jerusalem, Susanne (* 1950), österreichische Politikerin (GRÜNE), Landtagsabgeordnete und Gemeinderätin
- Jerusalem, Wilhelm (1854–1923), österreichischer Philosoph und Pädagoge
- Jeruto, Agatha (* 1994), kenianische Mittelstreckenläuferin
- Jeruto, Leah (* 2000), kenianische Hindernisläuferin
- Jeruto, Norah (* 1995), kenianische Hindernisläuferin

### Jerv
- Jervas, Charles (1675–1739), irischer Maler, Übersetzer und Kunstsammler
- Jervell, Anton (1901–1987), norwegischer Internist und Kardiologe
- Jerven, Walter (1889–1945), deutscher Regisseur und Autor
- Jervill, Gunnar (* 1945), schwedischer Bogenschütze
- Jervis, George A. (1903–1986), US-amerikanischer Mediziner
- Jervis, Humphrey (1630–1708), britischer Kaufmann und Politiker
- Jervis, Jake (* 1991), englischer Fußballspieler
- Jervis, John, 1. Earl of St. Vincent (1735–1823), britischer AdmiralJohn Jervis, 1. Earl of St. Vincent (1735–1823)

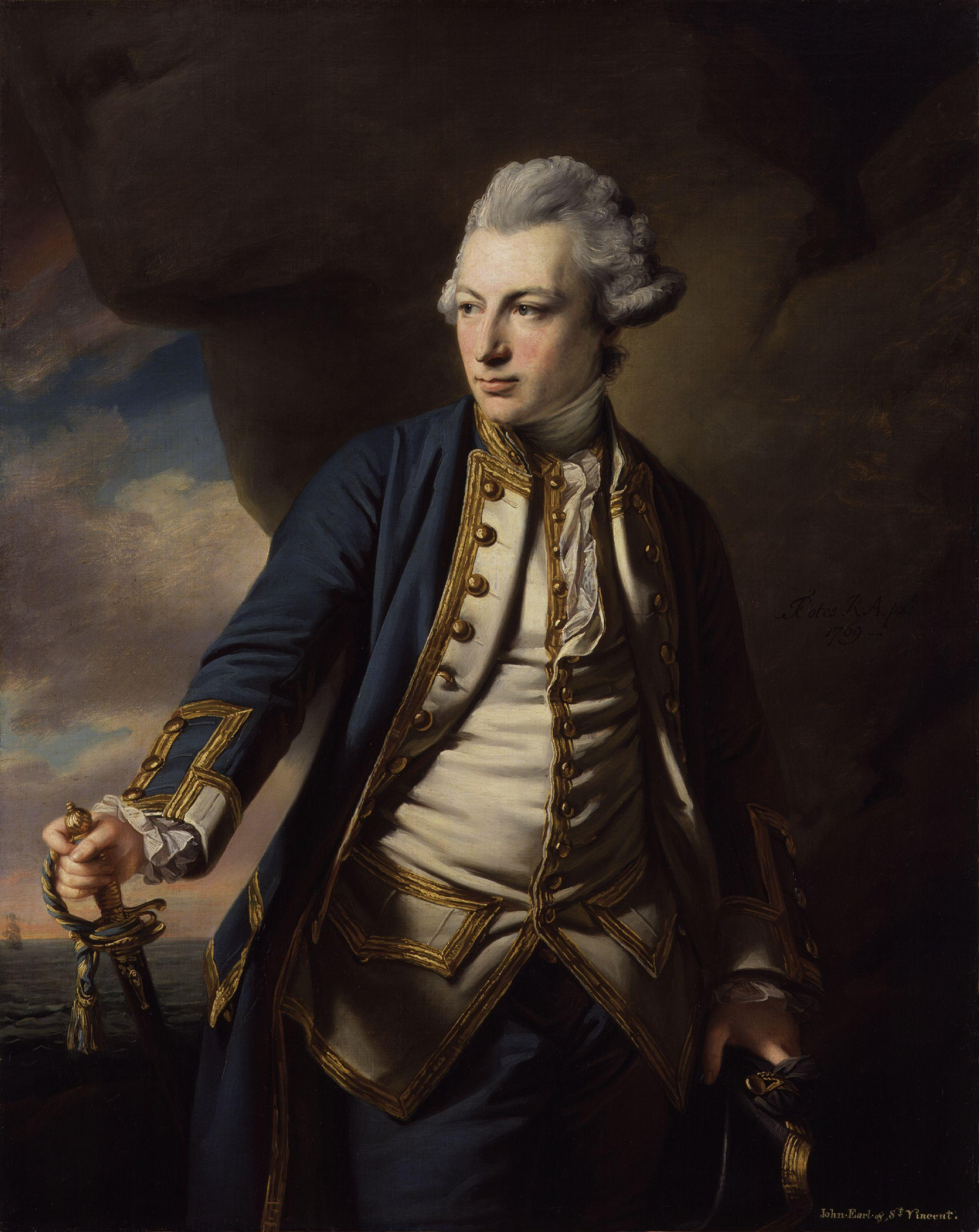
John Jervis, 1. Earl of St. Vincent (1735–1823)

- Jervis, Robert (1940–2021), US-amerikanischer Politologe und Hochschullehrer
- Jervois, William (1821–1897), britischer Kolonialbeamter
- Jervolino, Angelo Raffaele (1890–1985), italienischer Rechtsanwalt, Politiker, Mitglied der Abgeordnetenkammer, Senator und Minister

### Jerw
- Jerwood, Frank (1885–1971), britischer Ruderer

### Jerz
- Jerz, Hermann (* 1935), deutscher Geologe
- Jerzabek, Anton (1867–1939), österreichischer Politiker (CSP), Abgeordneter zum Nationalrat
- Jerzewski, Dieter (1938–2022), deutscher Fußballfunktionär
- Jerzyk, Agnieszka (* 1988), polnische Triathletin